# Rifugio Luigi Gianetti
Il rifugio Luigi Gianetti è un rifugio alpino situato nel comune di val Masino, in Valtellina, a 2534 m s.l.m.
La struttura è gestita dalla famosa stirpe dei Fiorelli che attraverso tre generazioni ha lasciato su queste cime un ricordo perenne.

## Storia
Il rifugio è stato inaugurato il 20 luglio 1913 e durante la prima guerra mondiale veniva usato dagli alpini come punto d'appoggio per il sistema difensivo ideato dal generale Luigi Cadorna. Incendiato nel 1944 dai nazifascisti, venne ricostruito cinque anni dopo. In due fasi successive, nel 1978 e nel 1994, l'edificio venne sottoposto a importanti interventi di ristrutturazione e venne dedicato alla memoria di Luigi Gianetti, che con un lascito ne consentì la costruzione. Sul retro del rifugio, sulle ceneri della vecchia Capanna Badile, sorge il bivacco invernale dedicato ad Attilio Piacco, alpinista deceduto sulla punta Torelli nel 1958.

## Caratteristiche e informazioni
Il rifugio è di proprietà del CAI di Milano. È dotato di 93 posti letto più 13 nell'annesso locale invernale (Bivacco Attilio Piacco), ed è aperto da metà giugno a fine settembre. È situato nell'alta val Porcellizzo, a 2534 m s.l.m. e gode di una fantastica vista sulla val Masino e sul pizzo Cengalo e sul pizzo Badile.
Fa parte anche dell'Anello della val Masino, giro circolare che parte dai Bagni e tocca il rifugio Omio, il Gianetti e l'Allievi-Bonacossa.

## Accessi
La principale via d'accesso al rifugio parte dai Bagni Termali del Masino, dove si può lasciare l'auto. Dopo il complesso termale, il sentiero giunge ad un bivio dove occorre seguire per il rifugio Gianetti, segnavia rosso-bianchi, difficoltà E.

## Ascensioni
- Pizzo Badile (3308 m)
- Pizzo Cengalo (3367 m)
- Pizzi del Ferro (3290 m)
- Pizzo Ligoncio (3033 m)

## Traversate
Il rifugio rappresenta la tappa numero 2 del sentiero Roma, che parte dalla val Codera e termina al rifugio Ponti. Al Gianetti è possibile arrivare anche dal rifugio Omio, seguendo il sentiero Risari che passa dal Passaggio del Barbacan, meglio conosciuto come Barbacan Sud-Est, e richiede circa 2 ore e mezza di cammino. Gli altri rifugi raggiungibili sono:
- rifugio Allievi-Bonacossa in Val di Zocca per i passi del Camerozzo, Qualido e dell'Averta (A2)
- rifugio Sciora in Val Bondasca, Svizzera, per il passo di Bondo (B5)
- rifugio Sasc Furä in Val Bondasca, Svizzera, per i passi Porcellizzo e di Trubinasca (B6 e A11)
- rifugio Luigi Brasca in Val Codera per il passo del Barbacan nord